# Canadian Elite Basketball League
La Canadian Elite Basketball League, conosciuta anche con la sigla CEBL; (in francese: Ligue élite canadienne de basketball — LÉCB) è la principale lega professionistica di pallacanestro maschile in Canada. La lega è riconosciuta dal Basketball Canada.
La CEBL è stata fondata nel 2017 e ha iniziato a disputare le sue partite nel 2019 con sei squadre, tutte possedute e gestite dal gruppo proprietario Canadian Basketball Ventures.
Attualmente, la lega è composta da 10 squadre provenienti da sei province: quattro dall'Ontario, due dall'Alberta e una rispettivamente dalla Columbia Britannica, dal Manitoba, dal Saskatchewan e dal Québec — il numero più alto di squadre tra tutte le leghe sportive professionistiche che operano interamente in Canada. Le squadre della CEBL disputano 20 partite di stagione regolare da maggio ad agosto. La stagione si conclude con i playoff a sei squadre, che includono un fine settimana chiamato Championship Weekend, durante il quale viene incoronato il campione della lega.

## Storia
La Canadian Elite Basketball League (CEBL) è stata annunciata per la prima volta nell’ottobre del 2017. Richard Petko, proprietario dei Niagara River Lions, si era mostrato insoddisfatto del funzionamento della National Basketball League of Canada, che riteneva una “lega al risparmio” priva di una visione a lungo termine. Dopo aver tentato invano di convincere la NBL ad assumere Mike Morreale, ex giocatore della Canadian Football League, come figura capace di rilanciare il marketing e attirare sponsor, Petko decise di fondare una nuova lega assieme allo stesso Morreale, che assunse il ruolo di CEO.

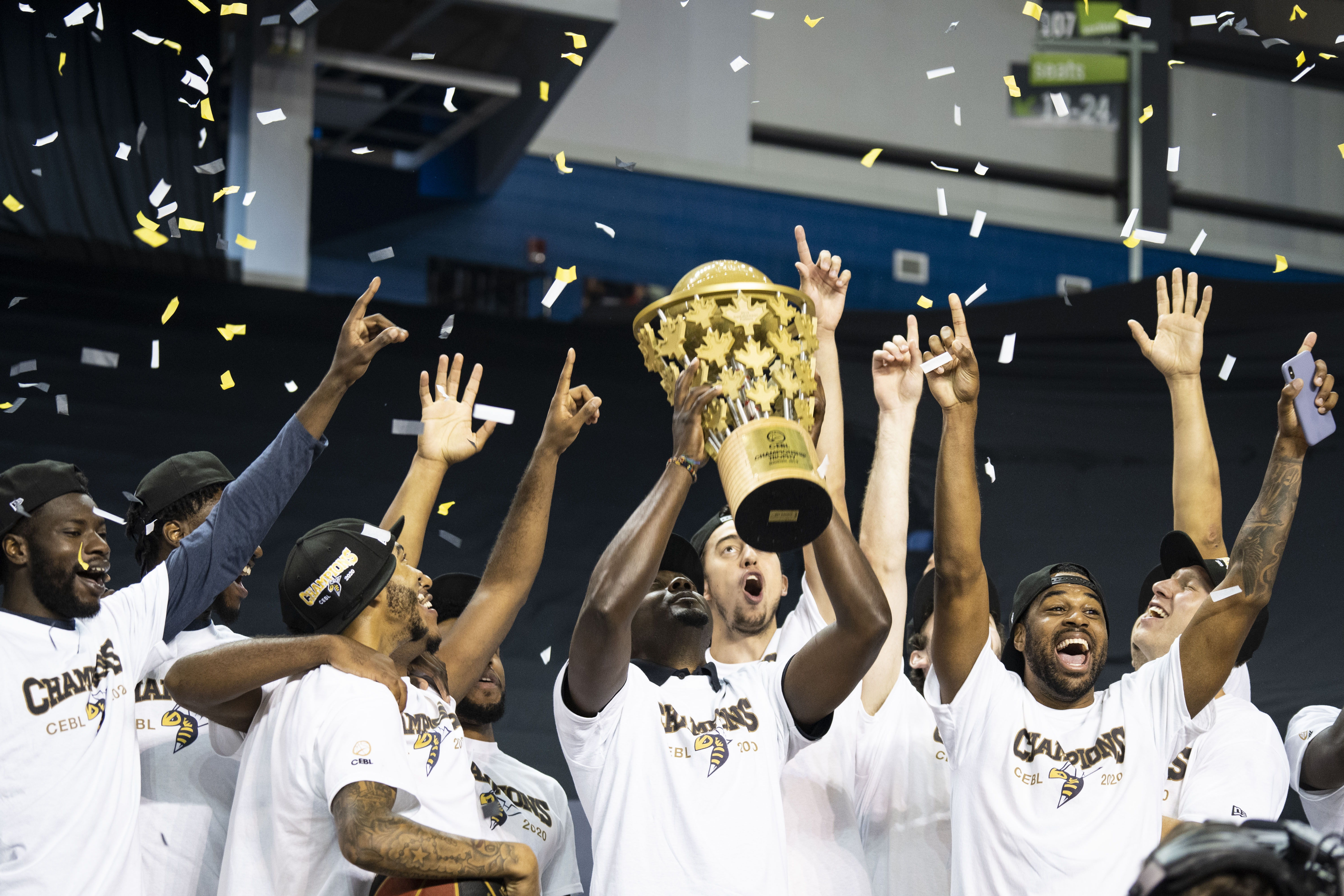
Gli Edmonton Stingers celebrano la vittoria della CEBL 2020

Le sei squadre fondatrici furono ufficialmente presentate nel maggio 2018: oltre ai River Lions, vi erano cinque nuove franchigie con sede a Edmonton (Alberta), Guelph (Ontario), Hamilton (Ontario), Saskatoon (Saskatchewan) e Abbotsford (Columbia Britannica), quest’ultima trasferitasi a Langley nel 2021.
Morreale dichiarò che la CEBL avrebbe puntato su un approccio che offrisse una festa attorno a una partita di basket, con molti contenuti di intrattenimento per i tifosi: eventi prepartita all'aperto, spettacoli in arena, sessioni di autografi e altre attività. All'inizio, la lega era organizzata come un'entità unica, con tutte le squadre possedute direttamente dalla lega ma gestite da general manager indipendenti. Col tempo, la CEBL ha iniziato a promuovere la proprietà locale delle franchigie: nel 2023, sei squadre risultavano già con proprietà indipendenti.
Nel dicembre 2018, la CEBL firmò un accordo quinquennale con New Era per diventare il fornitore ufficiale di abbigliamento sportivo della lega. Inoltre, la lega stipulò un accordo ufficiale con Canada Basketball che la riconobbe come lega professionistica di prima divisione, secondo un sistema simile a quello europeo. Questo riconoscimento consentì alla CEBL di accedere a risorse della federazione nazionale. Il CEO di Canada Basketball, Glen Grunwald, affermò che la lega avrebbe rappresentato un nuovo prodotto entusiasmante e una ulteriore opportunità di crescita per giocatori, allenatori, arbitri, dirigenti e staff amministrativo canadesi. Di conseguenza, la CEBL adotta le regole standard della FIBA.
Nel gennaio 2019 fu annunciato un accordo triennale con Spalding come fornitore ufficiale dei palloni da gioco.
A causa della pandemia di COVID-19, la stagione 2020 fu rinviata e poi svolta in formato ridotto e in una “bolla” sanitaria, a porte chiuse, con il nome di CEBL Summer Series. A partire da quella stagione, la lega ha adottato per tutte le partite il cosiddetto 'Elam Ending, un formato in cui il cronometro viene spento vicino alla fine del quarto quarto e le squadre giocano per raggiungere un punteggio-obiettivo, anziché aspettare la scadenza del tempo.
Durante la stagione 2021–2022, gli Edmonton Stingers hanno rappresentato il Canada nella Basketball Champions League Americas (BCLA).
Nel novembre 2019 fu annunciata la prima squadra d’espansione: gli Ottawa Blackjacks, settima squadra della lega, al debutto nella stagione 2020.
Nel febbraio 2021, Morreale annunciò l’intenzione di aggiungere una squadra a Montreal non prima del 2022, a causa delle difficoltà legate al COVID-19. Più tardi, nel 2021, furono ufficializzate tre nuove squadre d’espansione per la stagione 2022: gli Scarborough Shooting Stars, i Montreal Alliance e i Newfoundland Growlers.
Nel novembre 2022, fu annunciato l’ingresso dei Winnipeg Sea Bears a partire dalla stagione 2023, mentre i Growlers sospesero le attività dopo una sola stagione. Sempre nel 2022, la lega comunicò che i Guelph Nighthawks si sarebbero trasferiti a Calgary, in Alberta, diventando i Calgary Surge.

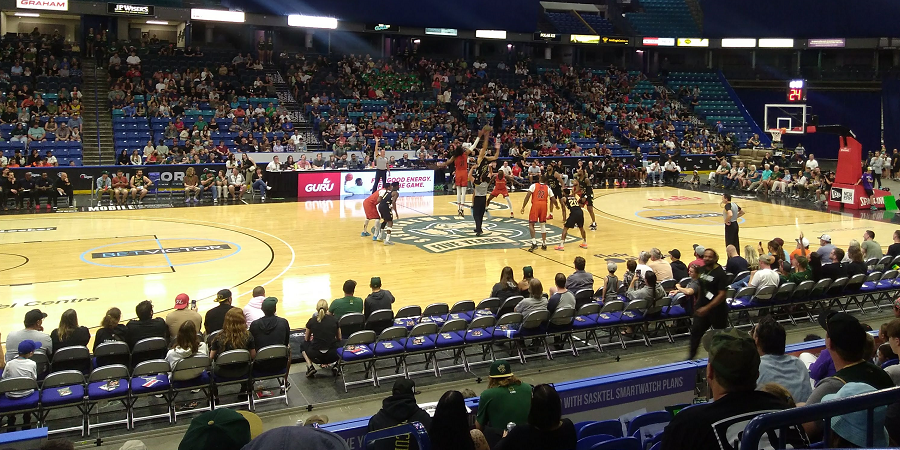
Bandits vs Rattlers, durante la stagione 2023

Nell’agosto 2023, si è svolto al Centre Vidéotron di Québec City il primo CEBL Clash, una partita all-star tra i migliori giocatori delle Conference Est e Ovest. L’evento ha attirato oltre 7.000 spettatori. In seguito al successo dell’evento, si è valutato seriamente il supporto a una futura squadra di espansione a Québec City, prevista per il 2024. Per mantenere l’equilibrio tra le conference, è prevista anche l’aggiunta di un’altra squadra nell’Ovest.
Il 23 maggio 2025, i Montreal Alliance ospiteranno gli Ottawa Blackjacks in una partita di CEBL che si disputerà all’aperto presso l’IGA Stadium. Secondo quanto dichiarato dalla lega, sarà la prima partita professionistica di basket cinque contro cinque giocata all’aperto nella storia del Canada.

## Formato partite
Le partite della CEBL si giocano cinque contro cinque e sono suddivise in quattro quarti da dieci minuti ciascuno.
A partire dal 2020, la lega ha introdotto il sistema Elam Ending: dopo la prima interruzione di gioco negli ultimi quattro minuti del quarto periodo, il cronometro viene spento e viene stabilito un punteggio obiettivo, pari a 9 punti in più rispetto al punteggio della squadra in vantaggio in quel momento. Ad esempio, se il punteggio è 110 a 105, il punteggio obiettivo diventa 119, e la prima squadra a raggiungerlo vince la partita.

## Squadre

### Squadre attuali
| Conference         | Squadra              | Città                     | Arena                        | Capacità | Fondazione | Prima stagione | Allenatore      |
| ------------------ | -------------------- | ------------------------- | ---------------------------- | -------- | ---------- | -------------- | --------------- |
| Eastern Conference | Brampton Badgers     | Brampton, Ontario         | CAA Centre                   | 5,000    | 2018       | 2023           | Sheldon Cassimy |
| Eastern Conference | Montreal Alliance    | Montreal, Quebec          | Verdun Auditorium            | 4,114    | 2021       | 2022           | Jermaine Small  |
| Eastern Conference | Niagara River Lions  | St. Catharines, Ontario   | Meridian Centre              | 4,030    | 2015       | 2019           | Victor Raso     |
| Eastern Conference | Ottawa Blackjacks    | Ottawa, Ontario           | TD Place Arena               | 9,500    | 2019       | 2020           | David DeAveiro  |
| Eastern Conference | Scarborough S. Stars | Scarborough, Ontario      | Toronto Pan Am Sports Centre | 2,000    | 2021       | 2022           | Devan Blair     |
| Western Conference | Calgary Surge        | Calgary, Alberta          | Winsport Arena               | 2,900    | 2018       | 2023           | Kaleb Canales   |
| Western Conference | Edmonton Stingers    | Edmonton, Alberta         | Edmonton Expo Centre         | 4,857    | 2018       | 2019           | Jordan Baker    |
| Western Conference | Saskatchewan Rattl.  | Saskatoon, Saskatchewan   | SaskTel Centre               | 5,898    | 2018       | 2019           | Eric Magdanz    |
| Western Conference | Vancouver Bandits    | Langley, British Columbia | Langley Events Centre        | 5,276    | 2017       | 2019           | Kyle Julius     |
| Western Conference | Winnipeg Sea Bears   | Winnipeg, Manitoba        | Canada Life Centre           | 15,321   | 2022       | 2023           | Mike Taylor     |

### Ex squadre
| Squadre             | Città                                 | Fondazione | Prima stagione | Ultima stagione | Scioglimento | Motivazione                                 |
| ------------------- | ------------------------------------- | ---------- | -------------- | --------------- | ------------ | ------------------------------------------- |
| Guelph Nighthawks   | Guelph, Ontario                       | 2018       | 2019           | 2022            | 2022         | Trasferita a Calgary dopo la stagione 2022  |
| Newfoundl. Growlers | St. John's, Newfoundland and Labrador | 2021       | 2022           | 2022            | 2022         | Sciolta dopo la stagione 2022               |
| Hamilton Badgers    | Hamilton, Ontario                     | 2018       | 2019           | 2022            | 2022         | Trasferita a Brampton dopo la stagione 2022 |

## Albo d'oro
| Stagione | Vincitore            | Secondo Posto        | Finali   |
| 2019     | Saskatchewan Rattl.  | Hamilton Badgers     | 94 - 83  |
| 2020     | Edmonton Stingers    | Fraser V. Bandits    | 90 - 73  |
| 2021     | Edmonton Stingers    | Niagara River Lions  | 101 - 65 |
| 2022     | Hamilton Badgers     | Scarborough S. Stars | 90 - 88  |
| 2023     | Scarborough S. Stars | Calgary Surge        | 82 - 70  |
| 2024     | Niagara River Lions  | Vancouver Bandits    | 97 - 95  |

## Vittorie per club
| Club                 | Titolo | Città          | Anno       |
| -------------------- | ------ | -------------- | ---------- |
| Edmonton Stingers    | 2      | Edmonton       | 2020, 2021 |
| Brampton Badgers     | 1      | Hamilton       | 2022       |
| Saskatchewan Rattl.  | 1      | Saskatoon      | 2019       |
| Scarborough S. Stars | 1      | Toronto        | 2023       |
| Niagara River Lions  | 1      | St. Catharines | 2024       |

## Organizzazione
Ad aprile 2025, i dirigenti della lega includono:
- Mike Morreale, Commissario e co-fondatore
- John Lashway, Vicecommissario, responsabile di strategia e comunicazione
- Josh Knoester, Direttore operativo (Chief Operating Officer)
- Joe Raso, Direttore senior delle operazioni di basket